# Puerto de Ushuaia
El puerto de Ushuaia está ubicado en la ribera céntrica de la ciudad argentina de Ushuaia, un centro administrativo, nodo industrial, turístico, y portuario, capital de la provincia de Tierra del Fuego, Antártida e Islas del Atlántico Sur. Se sitúa en el sector centro-austral de la isla Grande de Tierra del Fuego, la mayor del archipiélago de Tierra del Fuego, en el extremo austral de América del Sur. Marítimamente, se encuentra en el sector más profundo de la bahía de Ushuaia, en la costa norte del canal Beagle. El puerto de Ushuaia es clave para acceder a los puntos de interés en las aguas subantárticas y antárticas americanas. En este puerto, la temporada de recalada de cruceros presenta dos cronogramas, según el destino de los mismos.

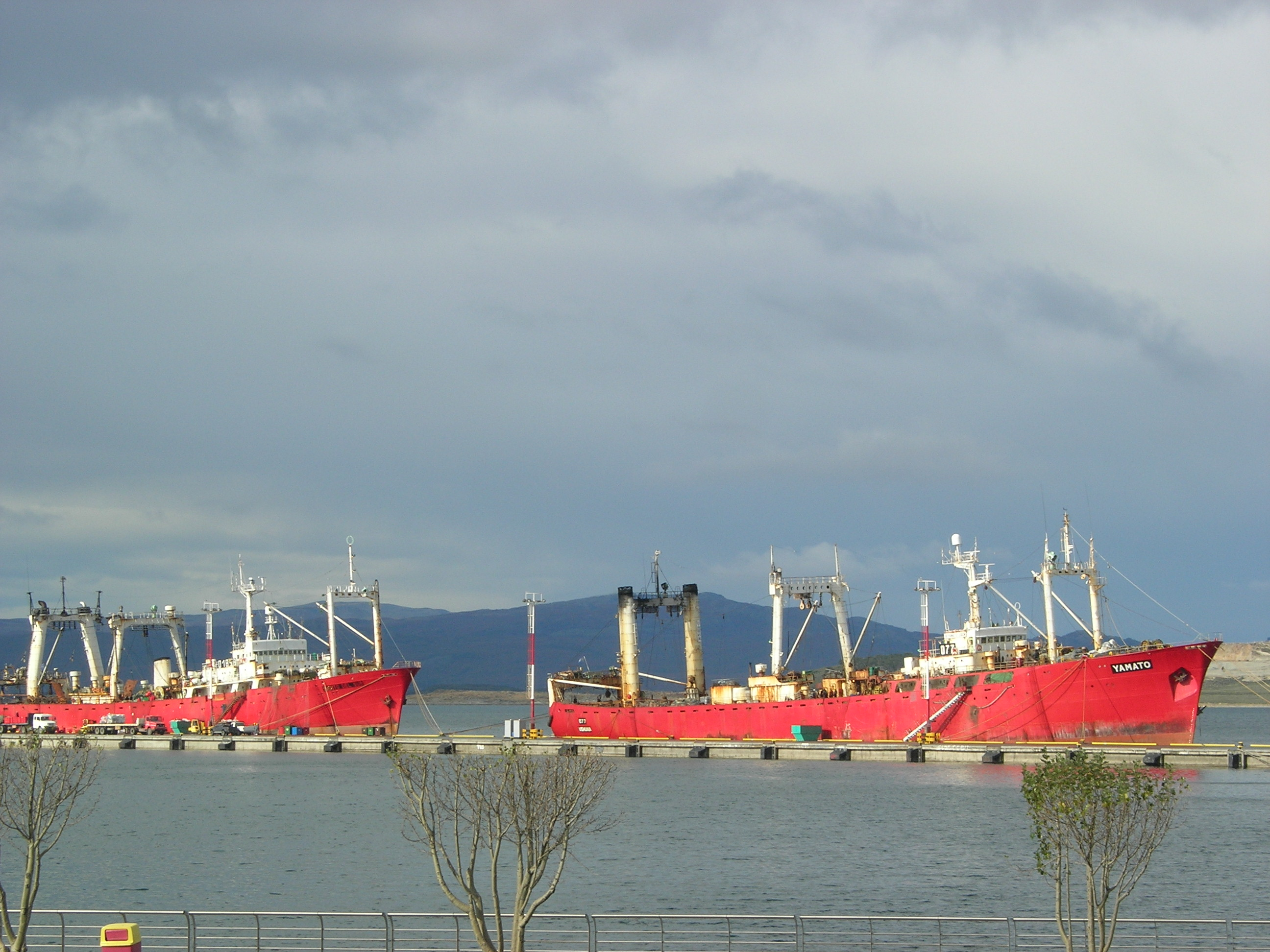
Puerto de Ushuaia.

## Situación oceánica
Es, de acuerdo a la clasificación de los mares de la Organización Hidrográfica Internacional, el único puerto argentino sobre aguas pertenecientes al Pacífico, si bien esto no es reconocido abiertamente por el estado argentino, que formalmente considera al canal Beagle un paso bioceánico, pues de otro modo contradiría tratados limítrofes firmados con Chile los cuales se lo impiden.

## Características generales

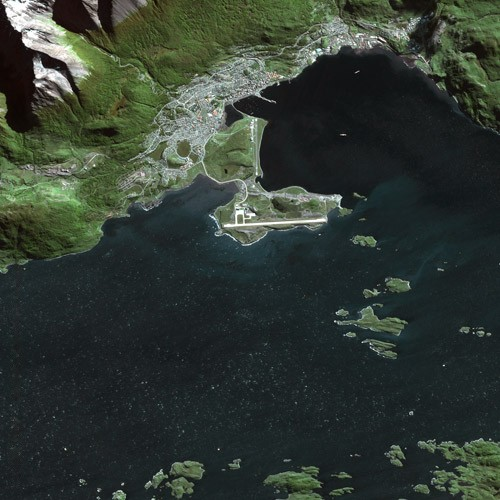
Vista satelital de Ushuaia y su puerto.

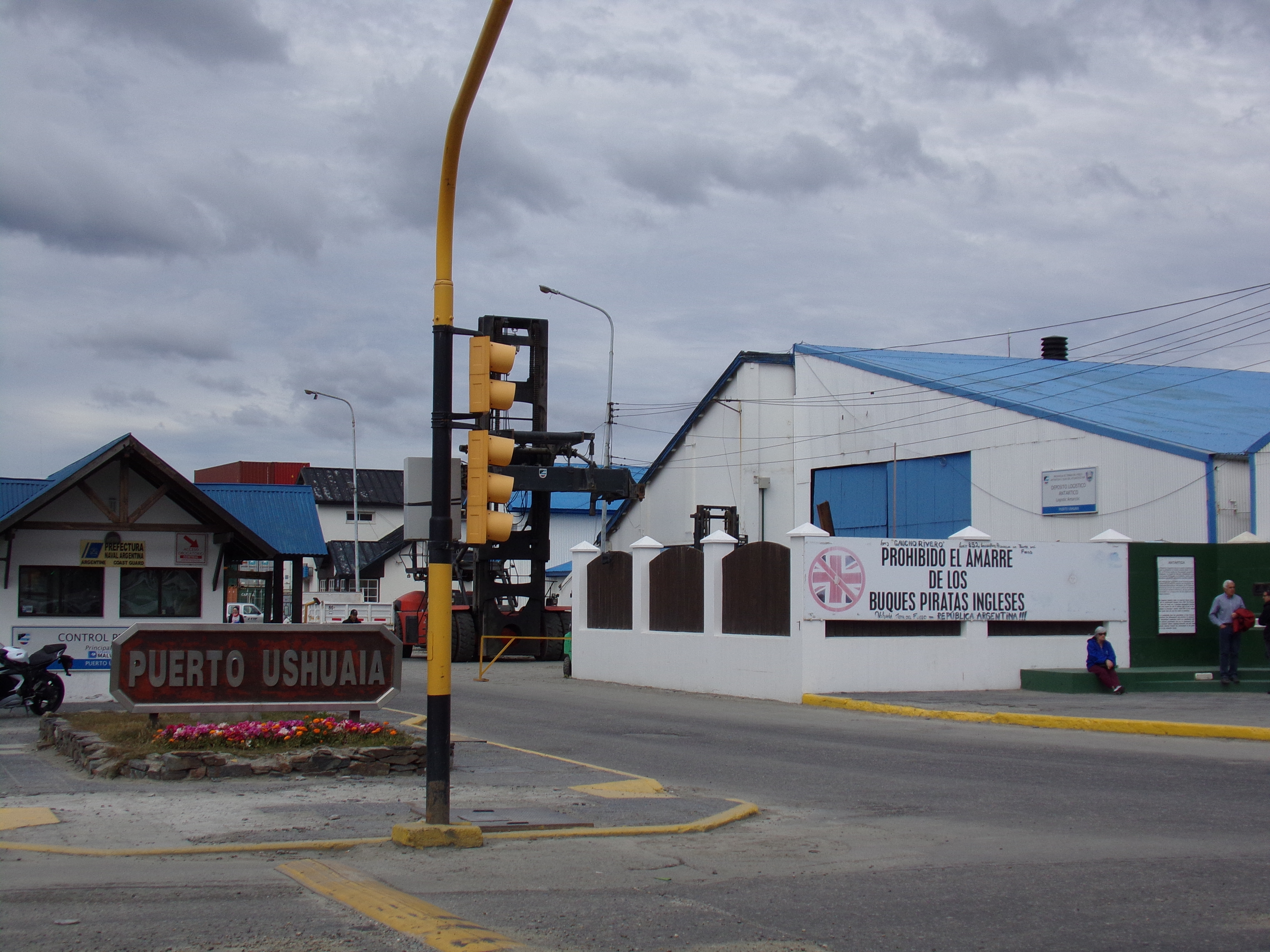
Vista de la entrada al Puerto de Ushuaia con el cartel de la ley Gaucho Rivero en el sector derecho.

El puerto de Ushuaia se encuentra en las coordenadas: 54°48'31.14"S 68°18'10.20"O. Posee un muelle de 550 m de longitud y 29 m de ancho. Arriban buques de transporte navales, barcos comerciales, turísticos y científicos. Es el segundo puerto del país (después del puerto de Buenos Aires) en lo que respecta a tráfico de contenedores. Es uno de los principales puertos del hemisferio Sur en lo que respecta a cruceros turísticos, con 295 recaladas anuales confirmadas, en 47 buques. En la temporada 2007-2008 se llegó al récord de 377 recaladas anuales, con 117 266 pasajeros, y 57 274 tripulantes. Es administrado por la «Dirección Provincial de Puertos», de Ushuaia.
El área de atraque está conformada por dos «Frentes» en los cuales se reparten los distintos «Sitios» (pares o impares).
Frente Sur
- Sitio 1 (129 metros de longitud)
- Sitio 3 (80 metros de longitud)
- Sitio 5 (120 metros de longitud)
- Sitio 7 (150 metros de longitud)
- Sitio 9 (200 metros de longitud)

Frente Norte
- Sitio 2 (46 metros de longitud)
- Sitio 4 (120 metros de longitud)
- Sitio 6 (150 metros de longitud)
- Sitio 8 (200 metros de longitud)

## Puerto pesquero
El puerto de Ushuaia era el 4.º a nivel argentino en cuanto a descargas pesqueras, en el año 2006, con unas 110 000 toneladas de pescados y mariscos. En relación con el tipo decapturas, el 63,5 % corresponde a la flota surimera, el 35,4 % a la flota arrastrera, en tanto que el 1 % restante se divide entre la flota palangrera, de rada, y costera.

## Cruceros turísticos que recalan en Ushuaia

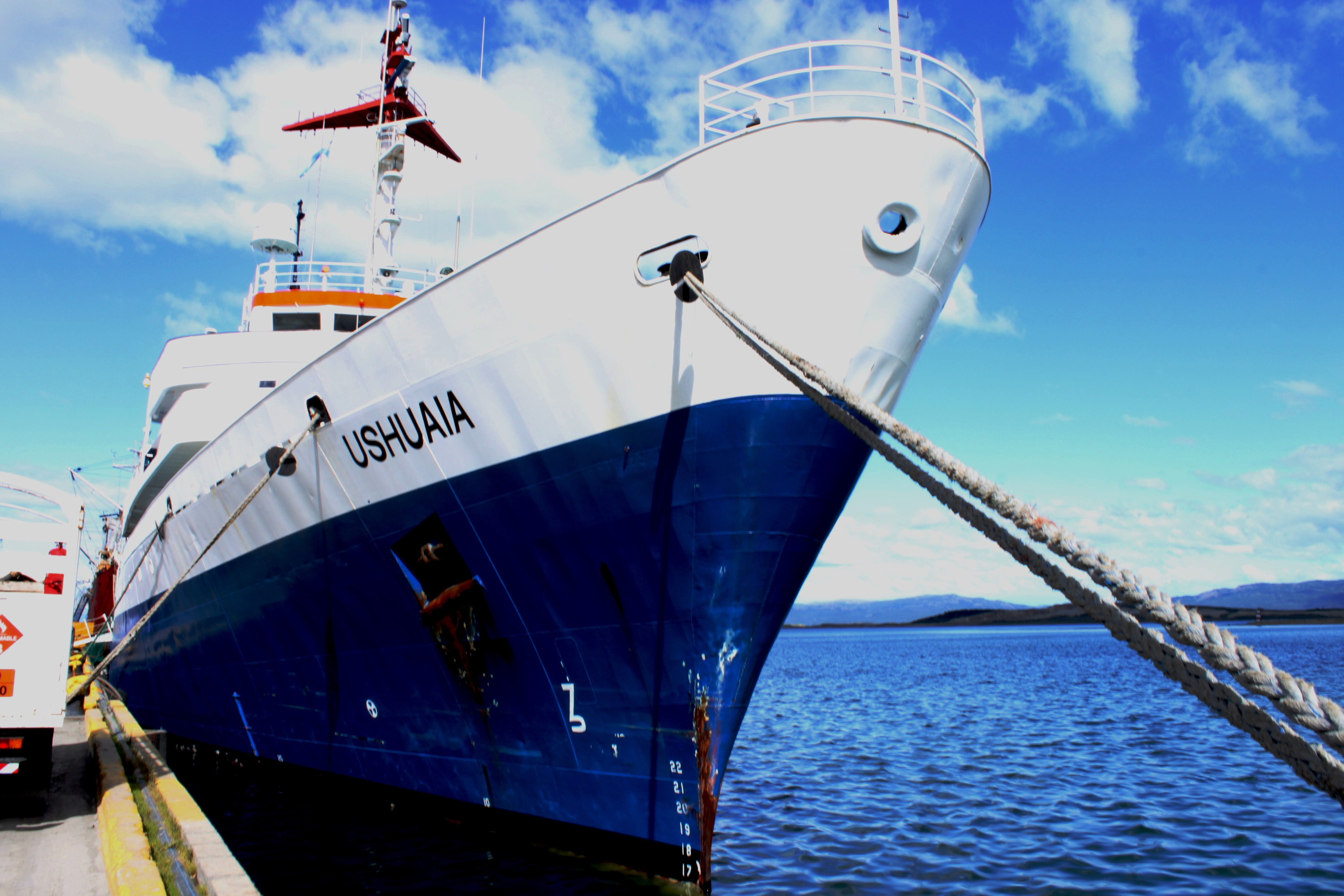
El crucero antártico Ushuaia (de 84 pasajeros), amarrado en el puerto de Ushuaia.

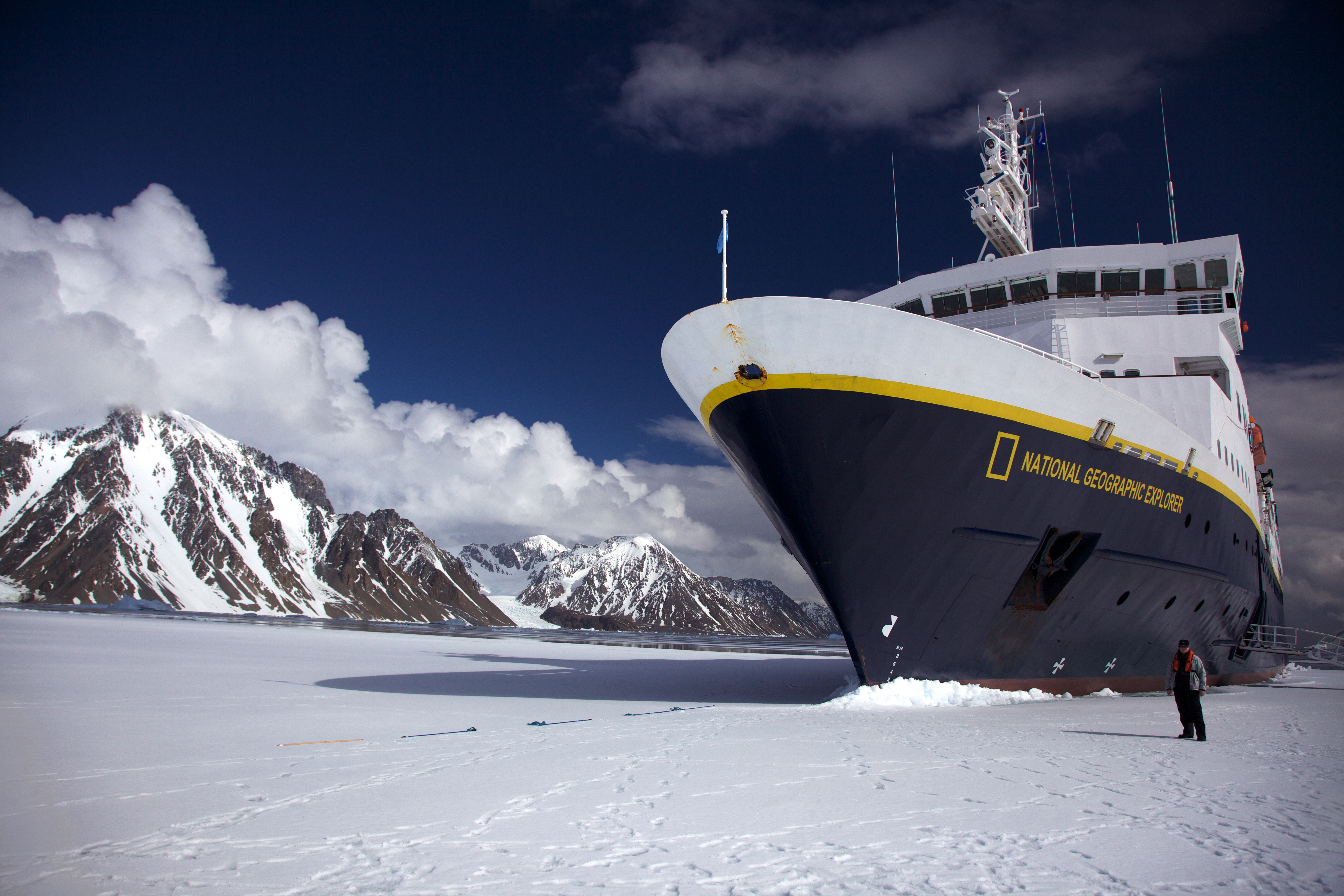
El crucero National Geographic Explorer (de 148 pasajeros), navegando en la Antártida, luego de partir desde el puerto de Ushuaia.

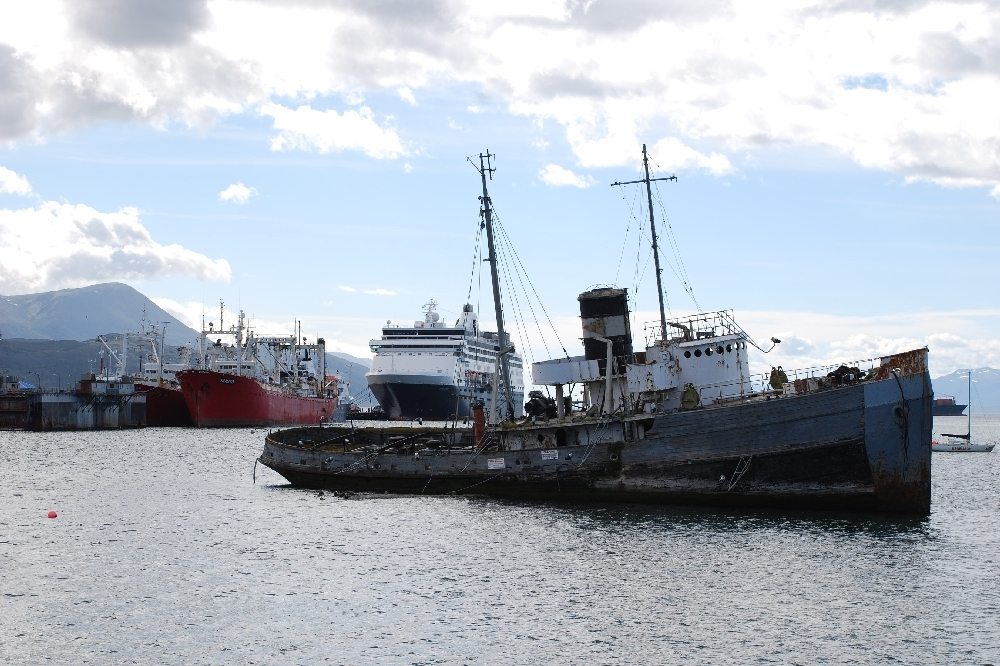
Puerto de Ushuaia.

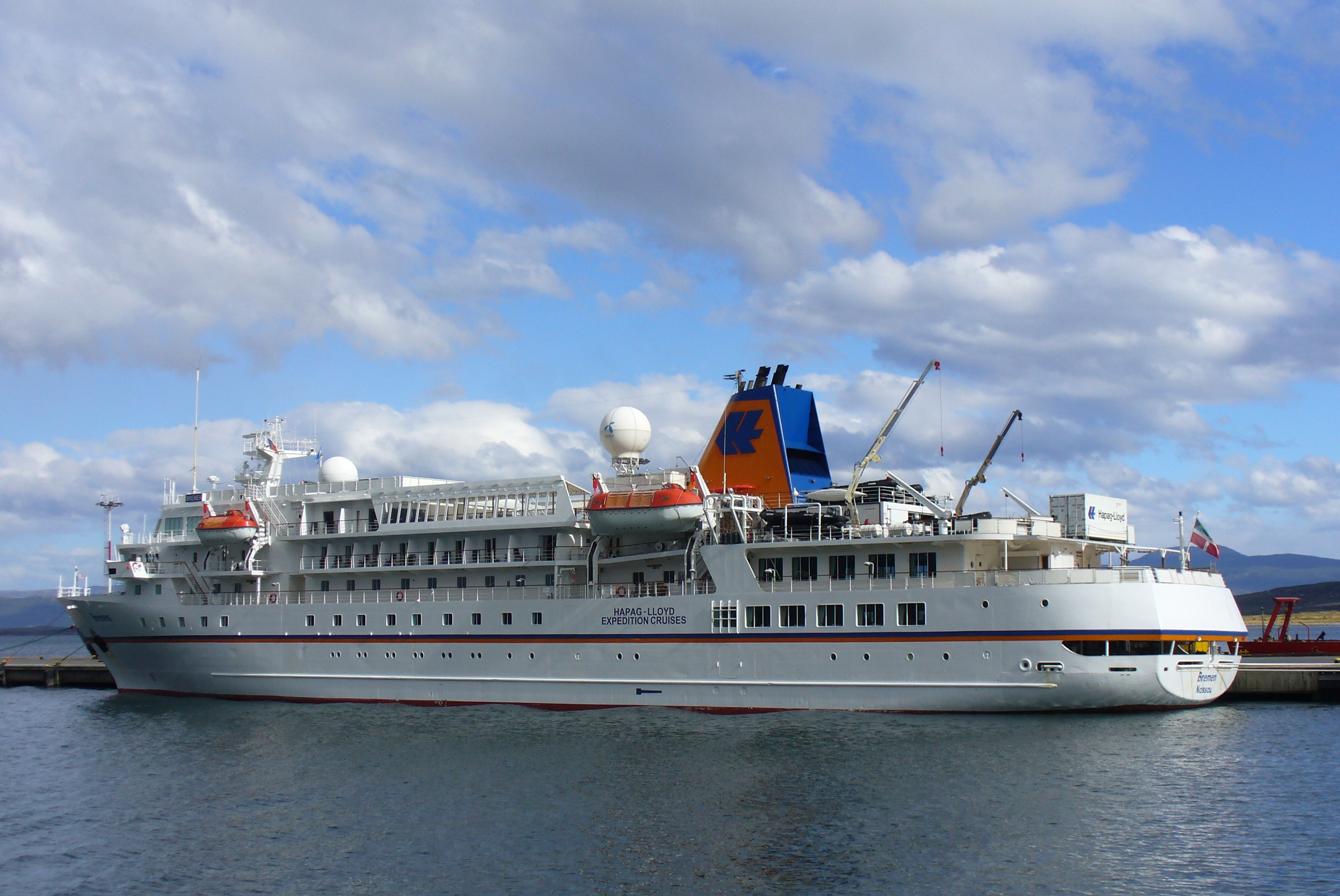
El crucero antártico MS Bremen (de 164 pasajeros), amarrado en el puerto de Ushuaia.

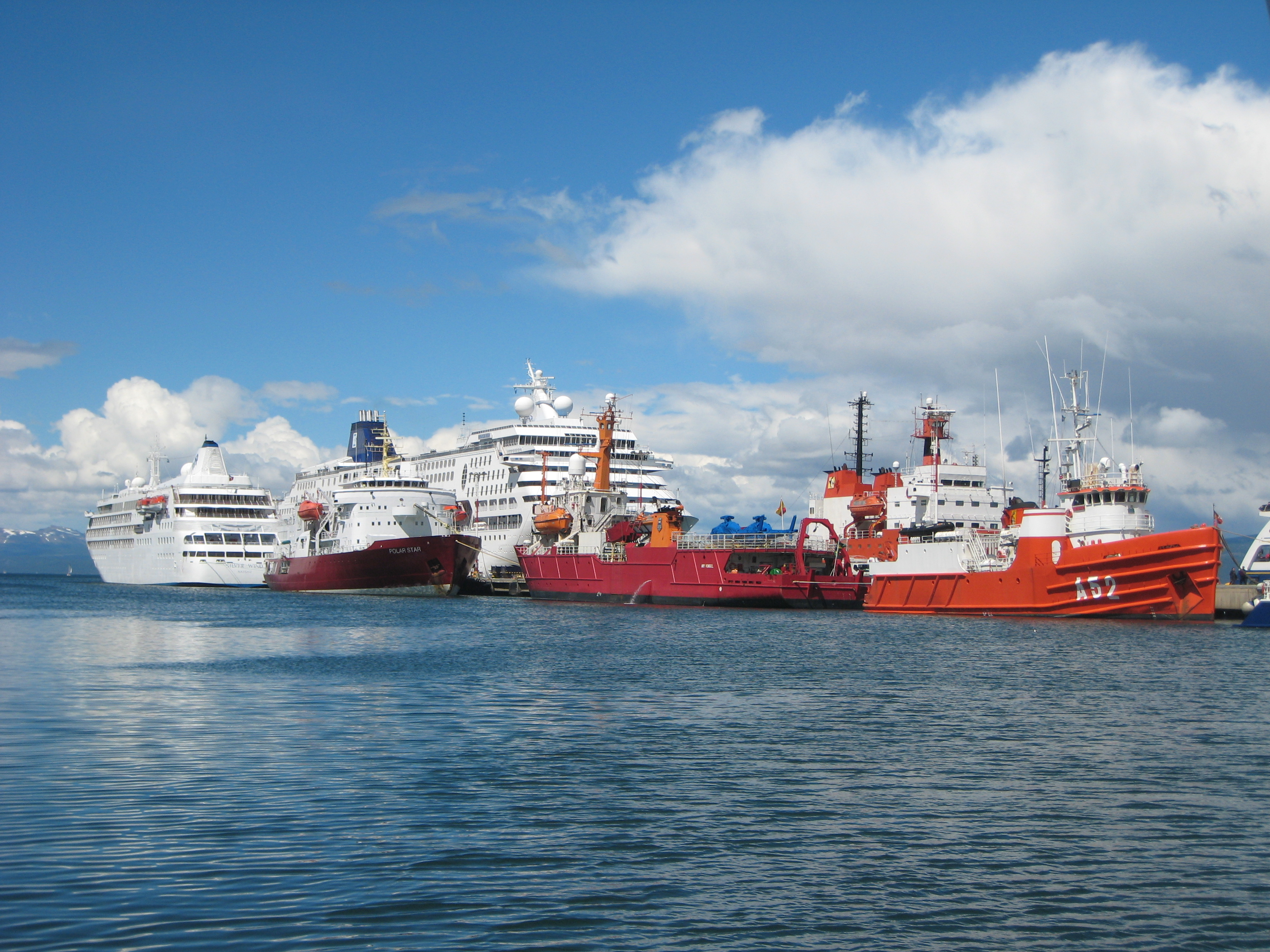
Puerto de Ushuaia.

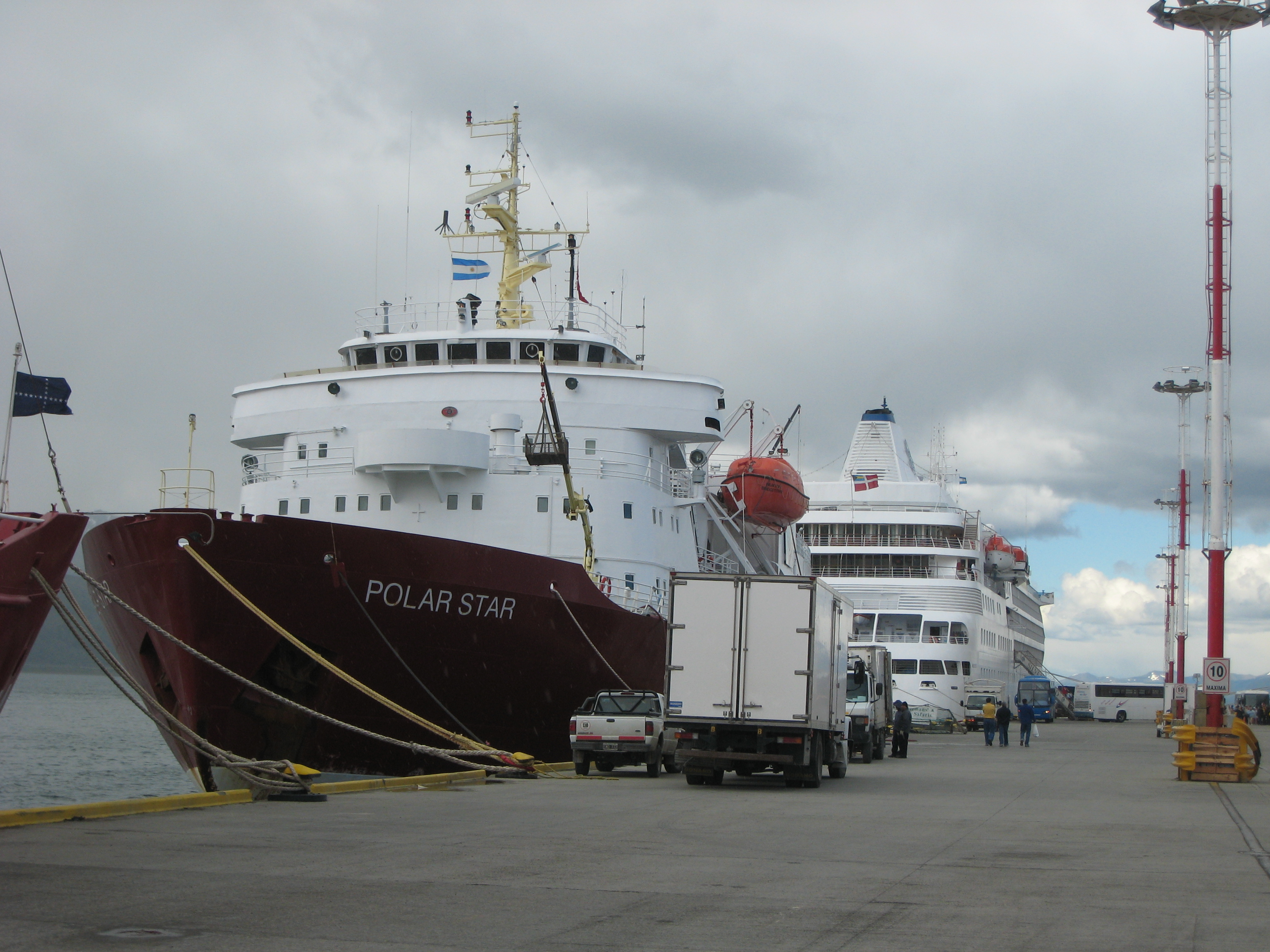
Puerto de Ushuaia.

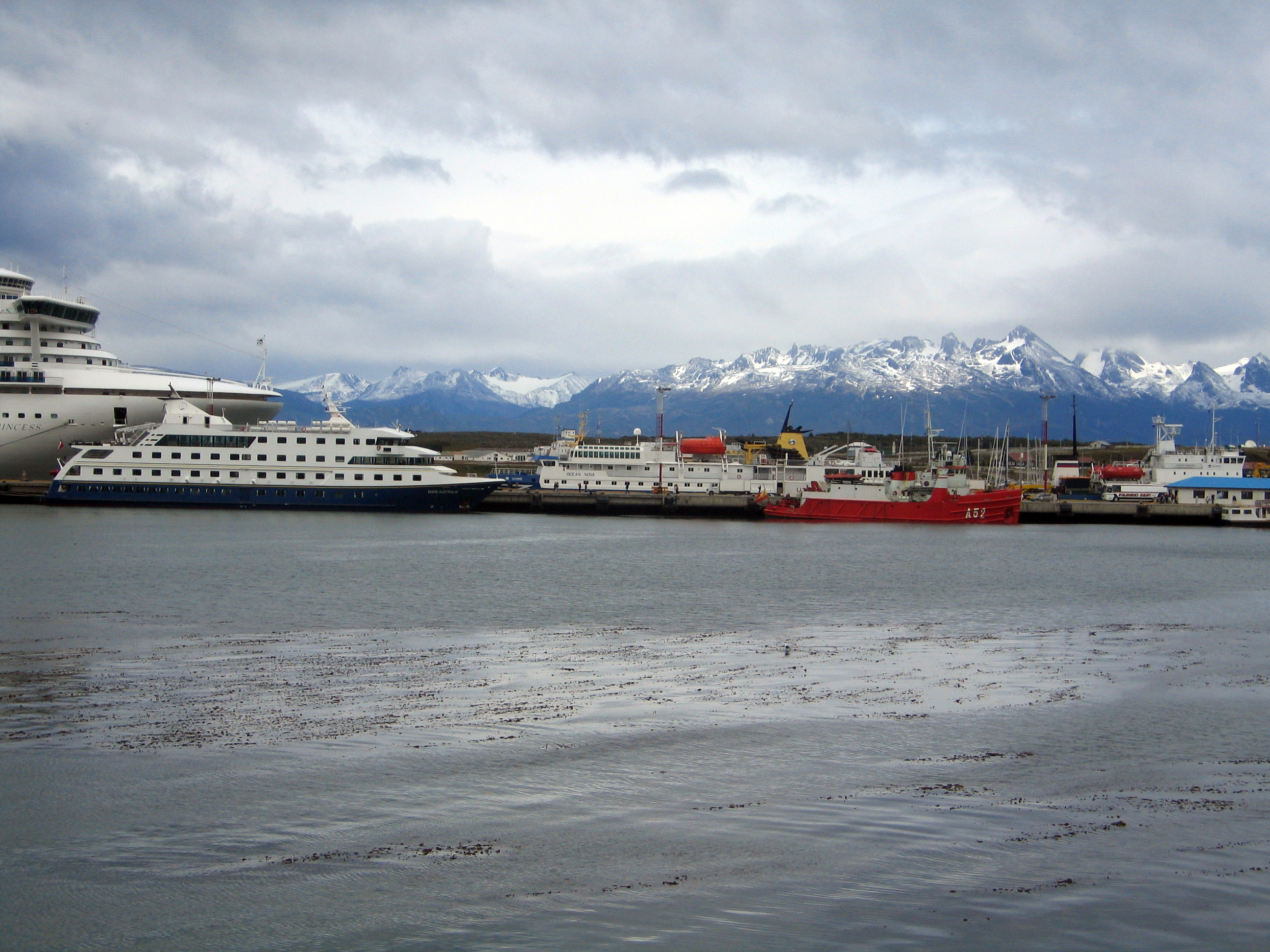
Puerto de Ushuaia.

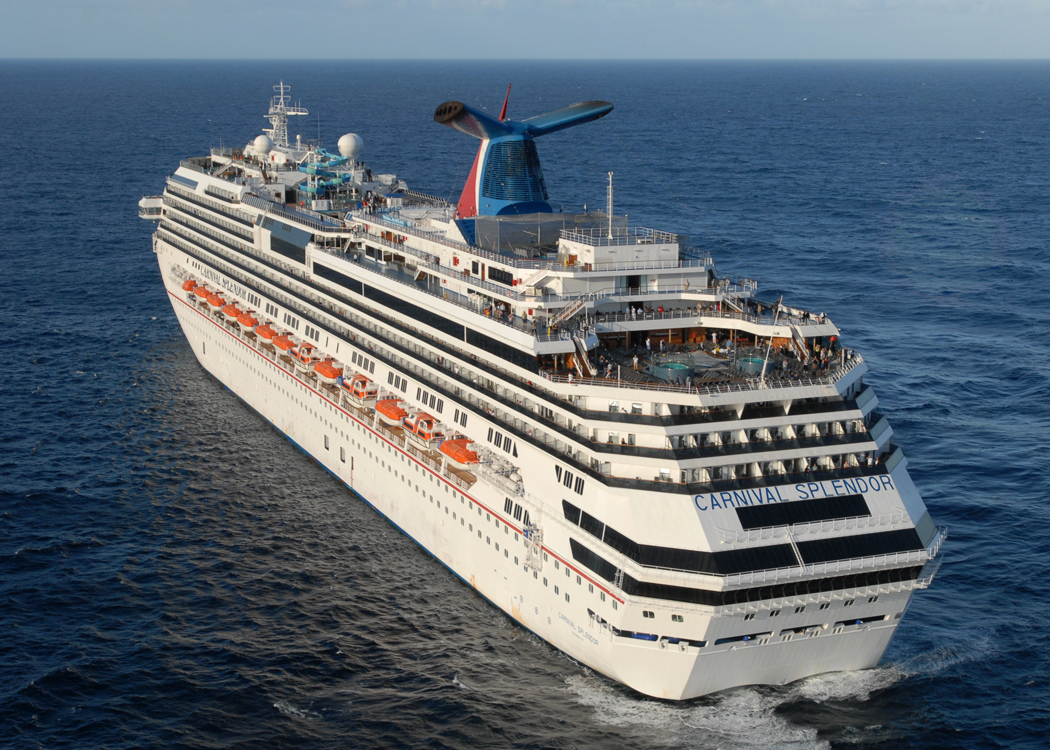
El crucero Carnival Splendor (de 3006 pasajeros) es el más grande de los que arriban anualmente al puerto de Ushuaia.

El puerto de Ushuaia es clave para acceder a los puntos de interés en las aguas subantárticas y antárticas americanas, así como otros de la costa sudamericana en ambos océanos. 
Entre los cruceros que atracan en el puerto de Ushuaia destacan, por su cantidad de pasajeros, los siguientes: Carnival Splendor (3006 pasajeros), Grand Princess (2600 pasajeros), Star Princess (2600 pasajeros), Arcadia (2388 pasajeros), Infinity (1950 pasajeros), Ocean Dream (1350 pasajeros), Veendam (1266 pasajeros), Marina (1250 pasajeros), y Aida Cara (1200 pasajeros).

### Cruceros turísticos antárticos
Su muelle comercial es el principal puerto de partida en el mundo para expediciones turísticas y científicas a la península Antártica, operando en él 27 cruceros antárticos. Los viajes hacia el continente antártico son contolados por la «Oficina Antártica» del «Instituto Fueguino de Turismo». Este puerto concentró el 95 % del turismo antártico, en la temporada 2008-2009.
Los cruceros Antárticos se pueden dividir en dos categorías, los que visualizan la Antártida y los que descienden en ella. Para los amantes de la aventura los de expedición son los más recomendables ya que durante los mismos pueden practicar Kayak, Buceo, Hiking, Camping (pernoctes), Travesías con Skíes, Fotografía y Mountaineering. 
Galería de Fotos y Videos
Las salidas desde Ushuaia son las más numerosas, ya que dicha ciudad es la más cercana a la Antártida. 
Itinerarios Clásicos de las empresas que realizan viajes de expedición a la Antártida:
- Día 1: Embarque en el puerto de Ushuaia.
- Días 2 y 3: Cruce del Pasaje de Drake.
- Día 4 a 8: Descubriendo la Península Antártica (Islas shetlands, el Estrecho de Gerlache, el Canal Neumayer, el Canal Lemaire, Bahía Paraíso,  Islas Melchior, Isla Cuverville, Punta Portal, Neko Harbour e Isla Pléneau)
- Días 9 y 10: Cruce del Pasaje de Drañe, avistaje de fauna (ballenas, aves)
- Día 11: Desembarco en el Puerto de Ushuaia.

Empresas que realizan turismo antártico desde el puerto de Ushuaia
- Abercrombie & Kent, Inc.
- Antarctic Shipping S.A.
- Antarctica XXI
- Antarpply Expeditions
- Aurora Expeditions
- Azamara Cruises
- Celebrity Cruises
- Cheesemans' Ecology Safaris
- Compagnie des Iles du Ponant
- GAP Adventures
- Hapag–Lloyd
- Harren & Partner
- Holland America
- Hurtigruten ASA
- National Geographic Expeditions
- Norewian Cruice Line
- Oceanstar GmbH
- Oceanwide Expeditions
- One Ocean Expeditions
- P&O Cruises
- Peaceboat
- Peter Deilmann
- Plantours & Partner (Gmbh)
- Princess Cruises
- Quark Expeditions
- Radisson Seven Seas Cruise
- Rederij Bark Europa BV
- Students on Ice
- Travel Dynamics International
- Voyages of Discovery
- Waterproof Expeditions
- Zegrahm Expeditions Inc.

Temporada de Cruceros antárticospara este tipo de recorridos las temporadas cubren desde mediados de la primavera austral hasta las primeras semanas del otoño austral. El periodo 2012-2013 tuvo inicio el 29 de octubre de 2012, con el atraque del barco Sea Spirit, y finalizó el 3 de abril de 2013 con el zarpado del buque Ushuaia.

### Cruceros turísticos no antárticos
Varias líneas de cruceros, en tránsito entre Valparaíso, Chile, y Buenos Aires o Montevideo, recalan en este puerto. Muchos de ellos antes o después de hacerlo en las islas Malvinas. Otras líneas de pasajeros y de carga prestan servicios regulares entre Ushuaia y otros puertos regionales. De septiembre a abril, Cruceros Australis ofrece un servicio regular que une Punta Arenas con el puerto de Ushuaia. Desde allí también parten turistas para visitar el cabo de Hornos (en aguas chilenas) por medio de barcos o helicópteros. Por año, recalan en el puerto de Ushuaia, generalmente muchas veces en cada temporada, 19 cruceros que realizan recorridos turísticos no antárticos, entre otras razones, por ser clave para acceder a los puntos de interés de las aguas subantárticas sudamericanas.
Empresas que emplean el puerto de Ushuaia en sus recorridos por Sudamérica y el subantártico
- Aida Kreuzfahrten
- Carnival Cruise Lines
- Classic International Cruisses
- Cruceros Australis
- Crystal Cruises
- Oceania Cruises
- P&O Cruises
- Passat Kreuzfahrten
- Phoenix Reisen
- Regent Seven Seas Cruise
- Seabourn Cruises
- Silver Sea Cruises

Temporada de cruceros por Sudamérica y el subantárticopara este tipo de recorridos las temporadas cubren desde los últimos días del invierno austral hasta las primeras semanas del otoño austral. El periodo 2012-2013 tuvo inicio el 18 de septiembre de 2012, con el atraque de la embarcación Via Australis, y finalizó el 7 de abril de 2013, con el zarpado del barco Veendam.